# Rugby a 7 ai Giochi della XXXII Olimpiade - Torneo femminile
Il torneo di rugby a 7 femminile della XXXII Olimpiade fu il 2º torneo olimpico di rugby a 7 femminile e si tenne dal 28 al 31 luglio 2021 al Tokyo Stadium di Chōfu tra 12 squadre nazionali maggiori.
Il Giappone, come squadra del comitato organizzatore, era qualificato di diritto, mentre le altre 11 squadre provenivano dalle varie qualificazioni continentali (una ciascuna da Europa, Americhe, Africa, Asia e Oceania), dalle World Series 2018-19 (4 squadre) e dai ripescaggi (2 squadre).
Federazione di riferimento per il torneo era World Rugby, organismo di governo mondiale di rugby a 7 e rugby a 15, che sovrintese alle fasi di qualificazione alla competizione.
Nel torneo di qualificazione fu l'Inghilterra a concorrere in nome della Gran Bretagna, la quale non ha una federazione propria nel rugby.
Campione olimpica uscente era l'Australia, che nel 2016 aveva battuto in finale la Nuova Zelanda.
Le australiane si fermarono ai quarti di finale e non andarono oltre il quinto posto, ottenuto battendo gli Stati Uniti nella finale dei posti di rincalzo.
Il torneo fu vinto dalla Nuova Zelanda che in finale batté la Francia 26-12; Figi batté nella finale per il bronzo la Gran Bretagna; per la nazionale oceaniana si trattò della sua terza medaglia olimpica di sempre, vinta anch'essa nel rugby come le altre due.

## Squadre qualificate
| Fase                   | Africa  | Americhe  | Asia                             | Europa          | Oceania | World Series                                       | Ripescaggi      |
| ---------------------- | ------- | --------- | -------------------------------- | --------------- | ------- | -------------------------------------------------- | --------------- |
| Ammissioni automatiche |         |           | - Giappone (Paese organizzatore) |                 |         |                                                    |                 |
| Qualificazioni         | - Kenya | - Brasile | - Cina                           | - Gran Bretagna | - Figi  | - Nuova Zelanda - Stati Uniti - Canada - Australia | - Francia - ROC |

## Formula
Le 12 squadre furono ripartite in 3 gironi da 4 squadre, denominati da A a C, in ciascuno dei quali ogni squadra incontrò le altre tre con la formula del girone all'italiana e la classifica fu stilata secondo il seguente criterio: 3 punti alla squadra vincitrice, 2 ciascuno alle squadre che pareggiassero, 1 punto in caso di sconfitta e zero punti in caso di forfeit o abbandono della partita.
Al secondo turno a eliminazione diretta passavano le prime due squadre di ogni girone e le due migliori terze; ai fini della discriminante per squadre arrivate a pari punti, quella con il miglior risultato nell'incontro diretto tra le due aveva la precedenza; quanto invece alla migliore terza, la discriminante era il punteggio in classifica e, a seguire, la differenza punti fatti/subiti, la differenza mete fatte/subite, il numero di punti e il numero di mete.
Le due migliori terze, in ordine di seeding, presero la posizione 7 e 8; a quella non qualificata ai quarti fu assegnata la posizione 9.
Nella fase a eliminazione diretta, le ultime quattro (la peggiore terza e le quarte classificate di ogni girone, con seeding da 10 a 12 secondo i criteri summenzionati) si incontrarono per il torneo di assegnazione dei posti dal nono al dodicesimo: la squadra con il seeding 9 fu accoppiata a quella con seeding 12, quella con il seeding 10 a quella con il seeding 11; le vincitrici si affrontarono per il nono posto, le perdenti per l'undicesimo.
Nei quarti di finale, invece, gli accoppiamenti furono i seguenti, nell'ordine:
1. prima classificata del girone A – terza classificata con seeding 8
2. seconda classificata del girone C – seconda classificata del girone B
3. prima classificata del girone C – seconda classificata del girone A
4. prima classificata del girone B – terza classificata con seeding 7[5].

In ordine di incontro, le squadre sconfitte disputarono i play-off per i posti dal quinto all'ottavo, mentre le vincitrici per quelli della zona medaglie.
Per l'assegnazione della medaglia di bronzo fu prevista la finale per il terzo posto tra le due squadre sconfitte nelle semifinali per il titolo.

## Gironi
| Girone A                                      | Girone B                            | Girone C                                    |
| --------------------------------------------- | ----------------------------------- | ------------------------------------------- |
| - Gran Bretagna - Kenya - Nuova Zelanda - ROC | - Brasile - Canada - Figi - Francia | - Australia - Cina - Giappone - Stati Uniti |

## Fase a gironi

### Girone A
| Data           | Incontro                      | Risultato | Sede  |
| -------------- | ----------------------------- | --------- | ----- |
| 28 luglio 2021 | ROC ‒ Gran Bretagna           | 12-14     | Chōfu |
| 29 luglio 2021 | Nuova Zelanda ‒ Kenya         | 29-7      | Chōfu |
| 29 luglio 2021 | Nuova Zelanda ‒ Gran Bretagna | 26-21     | Chōfu |
| 29 luglio 2021 | ROC ‒ Kenya                   | 35-12     | Chōfu |
| 30 luglio 2021 | Gran Bretagna ‒ Kenya         | 31-0      | Chōfu |
| 30 luglio 2021 | Nuova Zelanda ‒ ROC           | 33-0      | Chōfu |

#### Classifica
|    | Squadra       | G | V | N | P | P+ | P- | P±  | PT |
| -- | ------------- | - | - | - | - | -- | -- | --- | -- |
| A1 | Nuova Zelanda | 3 | 3 | 0 | 0 | 88 | 28 | +60 | 9  |
| A2 | Gran Bretagna | 3 | 2 | 0 | 1 | 66 | 38 | +28 | 7  |
| A3 | ROC           | 3 | 1 | 0 | 2 | 47 | 59 | -12 | 5  |
|    | Kenya         | 3 | 0 | 0 | 3 | 19 | 95 | -76 | 3  |

### Girone B
| Data           | Incontro          | Risultato | Sede  |
| -------------- | ----------------- | --------- | ----- |
| 29 luglio 2021 | Francia ‒ Figi    | 12-5      | Chōfu |
| 29 luglio 2021 | Canada ‒ Brasile  | 33-0      | Chōfu |
| 29 luglio 2021 | Canada ‒ Figi     | 12-26     | Chōfu |
| 29 luglio 2021 | Francia ‒ Brasile | 40-5      | Chōfu |
| 30 luglio 2021 | Figi ‒ Brasile    | 41-5      | Chōfu |
| 30 luglio 2021 | Canada ‒ Francia  | 0-31      | Chōfu |

#### Classifica
|    | Squadra | G | V | N | P | P+ | P-  | P±   | PT |
| -- | ------- | - | - | - | - | -- | --- | ---- | -- |
| B1 | Francia | 3 | 3 | 0 | 0 | 83 | 10  | +73  | 9  |
| B2 | Figi    | 3 | 2 | 0 | 1 | 72 | 29  | +43  | 7  |
|    | Canada  | 3 | 1 | 0 | 2 | 45 | 57  | -12  | 5  |
|    | Brasile | 3 | 0 | 0 | 3 | 10 | 114 | -104 | 3  |

### Girone C
| Data           | Incontro                | Risultato | Sede  |
| -------------- | ----------------------- | --------- | ----- |
| 29 luglio 2021 | Stati Uniti ‒ Cina      | 28-14     | Chōfu |
| 29 luglio 2021 | Australia ‒ Giappone    | 48-0      | Chōfu |
| 29 luglio 2021 | Australia ‒ Cina        | 26-10     | Chōfu |
| 29 luglio 2021 | Stati Uniti ‒ Giappone  | 17-7      | Chōfu |
| 30 luglio 2021 | Cina ‒ Giappone         | 29-0      | Chōfu |
| 30 luglio 2021 | Australia ‒ Stati Uniti | 12-14     | Chōfu |

#### Classifica
|    | Squadra     | G | V | N | P | P+ | P- | P±  | PT |
| -- | ----------- | - | - | - | - | -- | -- | --- | -- |
| C1 | Stati Uniti | 3 | 3 | 0 | 0 | 59 | 33 | +26 | 9  |
| C2 | Australia   | 3 | 2 | 0 | 1 | 86 | 24 | +62 | 7  |
| C3 | Cina        | 3 | 1 | 0 | 2 | 53 | 54 | -1  | 5  |
|    | Giappone    | 3 | 0 | 0 | 3 | 7  | 94 | -87 | 3  |

## Fase aplay-off

### Play-offper il 9º posto
|  | Semifinali | Semifinali | Semifinali |       |        | finale 9º posto  | finale 9º posto  | finale 9º posto  |  |
|  |            |            |            |       |        |                  |                  |                  |  |
|  | Canada     | Canada     | 45         |       |        |                  |                  |                  |  |
|  | Canada     | Canada     | 45         |       |        |                  |                  |                  |  |
|  | Brasile    | Brasile    | 0          |       |        |                  |                  |                  |  |
|  | Brasile    | Brasile    | 0          |       | Canada | Canada           | 24               |                  |  |
|  |            |            |            |       | Canada | Canada           | 24               |                  |  |
|  |            |            | Kenya      | Kenya | 10     |                  |                  |                  |  |
|  | Kenya      | Kenya      | Kenya      | Kenya | 10     | 21               |                  |                  |  |
|  | Kenya      | Kenya      |            |       |        | 21               |                  |                  |  |
|  | Giappone   | Giappone   | 17         |       |        | finale 11º posto | finale 11º posto | finale 11º posto |  |
|  | Giappone   | Giappone   | 17         |       |        |                  |                  |                  |  |
|  |            |            |            |       |        |                  |                  |                  |  |
|  |            |            |            |       |        | Brasile          | Brasile          | 21               |  |
|  |            |            |            |       |        | Brasile          | Brasile          | 21               |  |
|  |            |            |            |       |        | Giappone         | Giappone         | 12               |  |

#### Semifinali
| Arbitro: | Tyler Miller |

|                                                                    |    |  |
| C. Williams 3’, 7’, 11’ Paquin 7+1’, 9’ Benn 8’ Greenshields 14+1’ | mt |  |
| Landry 3’, 8’, 9’, 11’ Nicholas 14+1’                              | tr |  |

| Arbitro: | Madeline Putz |

|                                   |    |                             |
| Okulu 4’ Omondi 7+1’ Atieno 14+2’ | mt | 2’ Hara 9’ Hoidi 11’ Kajiki |
| Okulu 4’, 7+1’, 14+2’             | tr | 11’ Yamanaka                |

#### Finale per l'11º posto
| Arbitro: | Sara Cox |

|                                       |    |             |
| Kochhann 3’ Silva 7+1’ Fioravanti 14’ | mt | 4’ Hirotsu  |
| Cerullo 3’, 7+1’ Kochhann 14’         | tr | 4’ Yamanaka |

#### Finale per il 9º posto
| Arbitro: | Tex Rokovereni |

|                                          |    |                       |
| C. Williams 2’ Farella 4’, 8’ Landry 11’ | mt | 6’ Okello 14’ Ochieng |
| Landry 2’, 11’                           | tr |                       |

### Play-offmedaglie
|  | Quarti di finale | Quarti di finale |               |               | Semifinali                | Semifinali                |  |  | Finale | Finale |
|  |                  |                  |               |               |                           |                           |  |  |        |        |
|  |                  |                  |               |               |                           |                           |  |  |        |        |
|  |                  |                  |               |               |                           |                           |  |  |        |        |
|  | Nuova Zelanda    | 36               |               |               |                           |                           |  |  |        |        |
|  | Nuova Zelanda    | 36               |               |               |                           |                           |  |  |        |        |
|  | ROC              | 0                |               |               |                           |                           |  |  |        |        |
|  | ROC              | 0                | Nuova Zelanda | 22            |                           |                           |  |  |        |        |
|  |                  |                  | Nuova Zelanda | 22            |                           |                           |  |  |        |        |
|  |                  | Figi             | 17            |               |                           |                           |  |  |        |        |
|  | Figi             | Figi             | 17            | 14            |                           |                           |  |  |        |        |
|  | Figi             |                  |               | 14            |                           |                           |  |  |        |        |
|  | Australia        | 12               |               |               |                           |                           |  |  |        |        |
|  | Australia        | 12               | Nuova Zelanda | 26            |                           |                           |  |  |        |        |
|  |                  |                  | Nuova Zelanda | 26            |                           |                           |  |  |        |        |
|  |                  | Francia          | 12            |               |                           |                           |  |  |        |        |
|  | Stati Uniti      | Francia          | 12            | 12            |                           |                           |  |  |        |        |
|  | Stati Uniti      |                  |               | 12            |                           |                           |  |  |        |        |
|  | Gran Bretagna    | 21               |               |               |                           |                           |  |  |        |        |
|  | Gran Bretagna    | 21               | Gran Bretagna | 19            | Finale per il terzo posto | Finale per il terzo posto |  |  |        |        |
|  |                  |                  | Gran Bretagna | 19            | Finale per il terzo posto | Finale per il terzo posto |  |  |        |        |
|  |                  | Francia          | 26            |               |                           |                           |  |  |        |        |
|  | Francia          | Francia          | 26            | 24            | Figi                      | 21                        |  |  |        |        |
|  | Francia          |                  |               | 24            | Figi                      | 21                        |  |  |        |        |
|  | Cina             | 10               |               | Gran Bretagna | 12                        |                           |  |  |        |        |
|  | Cina             | 10               |               |               | 12                        |                           |  |  |        |        |
|  |                  |                  |               |               |                           |                           |  |  |        |        |
|  |                  |                  |               |               |                           |                           |  |  |        |        |

#### Quarti di finale
| Arbitro: | Sara Cox |

|                                                              |    |  |
| Fitzpatrick 1’ Broughton 3’ Blyde 5’ Woodnam 8’, 14’ Tui 11’ | mt |  |
| Nathan-Wong 1’, 8’ Pouri-Lane 11’                            | tr |  |

| Arbitro: | Paulo Duarte |

|                      |    |                       |
| Nakoci 2’ Naimasi 4’ | mt | 7’ Nathan 14’ Caslick |
| Riwai 2’, 4’         | tr | 14’ Hinds             |

| Arbitro: | Amy Perrett |

|                       |    |                          |
| Joyce 1’, 9’ Brown 3’ | mt | 12’ Kirsche 14+1’ Tapper |
| Aitchison 1’, 3’, 9’  | tr | 14’, +1’ Heavirland      |

| Arbitro: | Hollie Davidson |

|                                      |    |                 |
| Okemba 5’, 11’ Drouin 7’ Ciofani 10’ | mt | 2’, 13’ M. Tang |
| Ulutule 5’, 10’                      | tr |                 |

#### Play-offper il 5º posto
|  | Semifinali  | Semifinali  | Semifinali  |             |           | Finale quinto posto  | Finale quinto posto  | Finale quinto posto  |  |
|  |             |             |             |             |           |                      |                      |                      |  |
|  | ROC         | ROC         | 7           |             |           |                      |                      |                      |  |
|  | ROC         | ROC         | 7           |             |           |                      |                      |                      |  |
|  | Australia   | Australia   | 35          |             |           |                      |                      |                      |  |
|  | Australia   | Australia   | 35          |             | Australia | Australia            | 17                   |                      |  |
|  |             |             |             |             | Australia | Australia            | 17                   |                      |  |
|  |             |             | Stati Uniti | Stati Uniti | 7         |                      |                      |                      |  |
|  | Stati Uniti | Stati Uniti | Stati Uniti | Stati Uniti | 7         | 33                   |                      |                      |  |
|  | Stati Uniti | Stati Uniti |             |             |           | 33                   |                      |                      |  |
|  | Cina        | Cina        | 14          |             |           | Finale settimo posto | Finale settimo posto | Finale settimo posto |  |
|  | Cina        | Cina        | 14          |             |           |                      |                      |                      |  |
|  |             |             |             |             |           |                      |                      |                      |  |
|  |             |             |             |             |           | ROC                  | ROC                  | 10                   |  |
|  |             |             |             |             |           | ROC                  | ROC                  | 10                   |  |
|  |             |             |             |             |           | Cina                 | Cina                 | 22                   |  |

##### Semifinali
| Arbitro: | Selica Winiata |

|               |    |                                                |
| Zdrokova 7+1’ | mt | 2’ Nathan 4’, 10’ Tonegato 13’ Paki 14+1’ Levi |
| Seredina 7+1’ | tr | 2’, 4’, 10’ Hinds 13’, 14+1’ S. Williams       |

| Arbitro: | Adam Jones |

|                                             |    |                        |
| K. Thomas 1’, 4’ Tapper 7’ Maher 11’, 14+1’ | mt | 2’ W. Wang 10’ K. Chen |
| Heavirland 1’, 4’, 7’, 14+1’                | tr | 2’, 10’ K. Chen        |

##### Finale per il 7º posto
| Arbitro: | Lauren Jenner |

|                      |    |                                            |
| Tiron 4’ Seredina 6’ | mt | 7+1’ W. Wang 8’ M. Yang 10’ Xu 13’ K. Chen |
|                      | tr | 7+1’ K. Chen                               |

##### Finale per il 5º posto
| Arbitro: | Julianne Zussman |

|                                |    |                |
| Nathan 6’ Ashby 7+2’ Hayes 13’ | mt | 11’ Kirshe     |
| Hinds 13’                      | tr | 11’ Heavirland |

#### Play-offper il titolo

##### Semifinali
| Arbitro: | Amy Perrett |

|                                           |    |                                  |
| Broughton 2’, 16’ Woodman 10’ Fluhler 14’ | mt | 4’, 8’ Solikoviti 14+2’ Ulunisau |
| Nathan-Wong 10’                           | tr | 4’ Riwai                         |

| Arbitro: | Paulo Duarte |

|                             |    |                                      |
| Joyce 5’, 7+1’ H. Smith 11’ | mt | 1’, 8’ Ciofani 3’ Okemba 7’ Bertrand |
| Aitchison 5’ N. Hunt 11’    | tr | 1’, 3’ Drouin 7’ Ulutule             |

##### Finale per il 3º posto
| Arbitro: | Paulo Duarte |

|                            |    |                    |
| Nakoci 1’, 6’ Ulunisau 10’ | mt | 7+2’, 12’ M. Jones |
| Riwai 1’, 6’, 10’          | tr | 12’ N. Hunt        |

##### Finale
| Arbitro: | Sara Cox |

|                                                                                               |              |                                                                                               |
| Blyde 1’ Broughton 5’ Fluhler 6’ Nathan-Wong 11’                                              | mt           | 3’ Drouin 8’ Ciofani                                                                          |
| Nathan-Wong 1’, 6’, 11’                                                                       | tr           | 8’ Drouin                                                                                     |
| · 6’ 9’ Tui · Hirini (c) · Blyde · Nathan-Wong · 6’ 10’ Broughton · 12’ Fitzpatrick · Woodman | Formazioni   | · Okemba · Ciofani 12’ · Ulutule · Horta (c) 12’ · Bertrand 12’ · Grassineau 12’ · Drouin 12’ |
| · 6’ 9’ Pouri-Lane · 6’ 10’ Fluhler · 12’ Brazier                                             | Sostituzioni | · Pelle 12’ · Jacquet 12’ · Izar 12’ · Guerin 12’ · Neisen 12’                                |
| Allan Bunting                                                                                 | Allenatori   | David Courteix                                                                                |

## Classifica finale
| Pos. | Nazione       |
| ---- | ------------- |
|      | Nuova Zelanda |
|      | Francia       |
|      | Figi          |
| 4    | Gran Bretagna |
| 5    | Australia     |
| 6    | Stati Uniti   |
| 7    | Cina          |
| 8    | ROC           |
| 9    | Canada        |
| 10   | Kenya         |
| 11   | Brasile       |
| 12   | Giappone      |